# Чорногузка (заказник)
Чорногу́зка — гідрологічний заказник місцевого значення в Україні. Розташований у межах Луцького району Волинської області, між селами Сьомаки та Гірка Полонка.
Площа 1500 га. Статус надано згідно з розпорядженням облдержадміністрації № 132 від 26.05.1992 року. Перебуває у віданні: Ратнівська сільська рада, Одерадівська сільська рада, Баївська сільська рада.
Статус надано для збереження цінного водно-болотного природного комплексу в долині річки Чорногузка. Територія заказника простягається на 22 км вздовж річки, з шириною 100—700 м. Зростають тонконіг, тимофіївка лучна, китник лучний, осока гостра, осока гостроподібна, а також ромашка лікарська, незабудка болотна, калюжниця болотяна, хвощ болотний, рогіз широколистий, очерет звичайний та інші. Серед чагарників переважає вільха чорна, крушина ламка. 
Водиться понад 100 видів хребетних, серед них регіонально рідкісні види бугай, бугайчик, чепура велика, очеретянка чагарникова, синьошийка, просянка, а також занесені до Червоної книги України та міжнародних охоронних списків: гоголь, деркач, журавель сірий, луні польовий і лучний, сорокопуд сірий, сова болотяна, видра річкова, горностай.

## Галерея

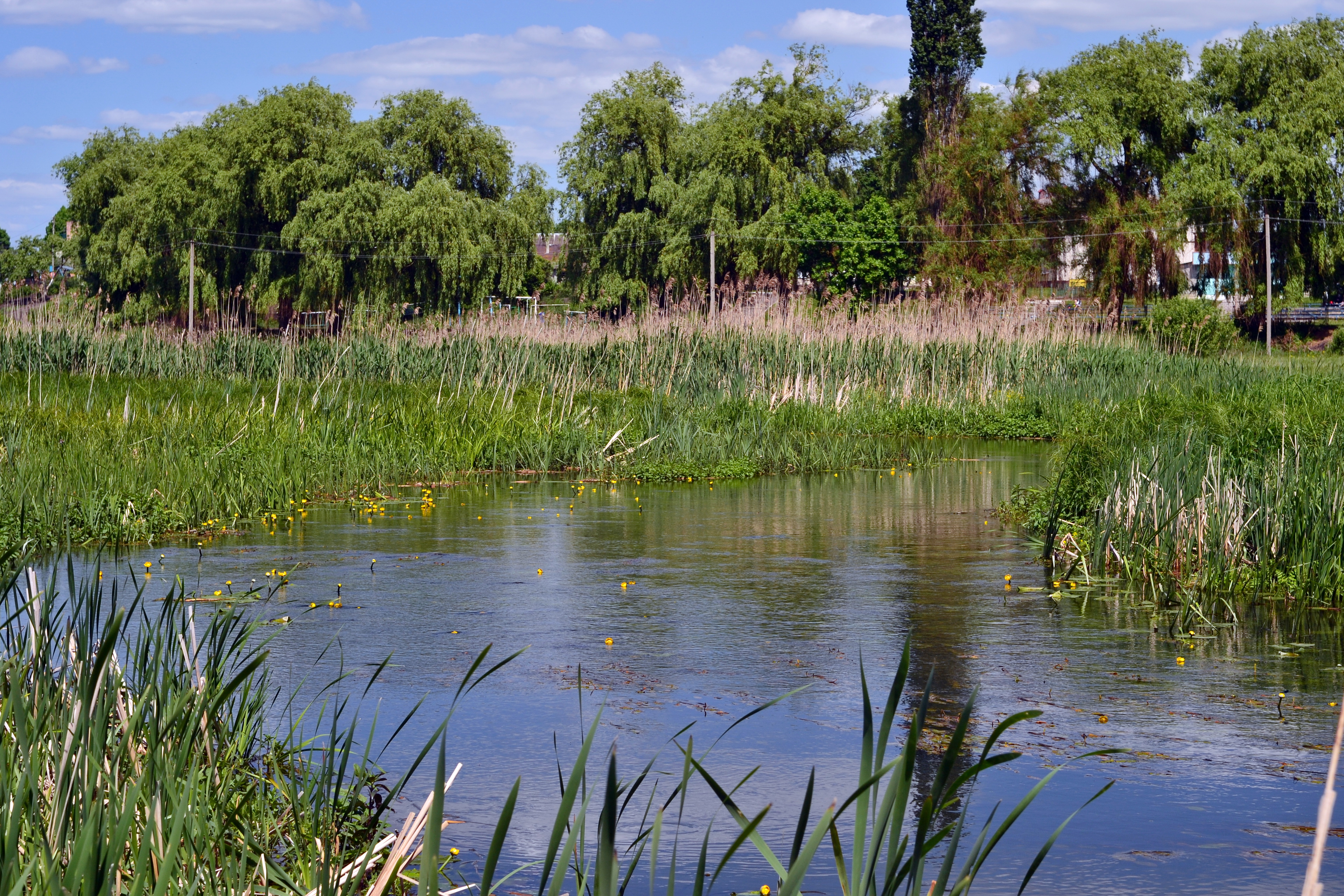
Вигляд з території поблизу археологічного поселення на правому березі річки Чорногузки у с. Гірка Полонка
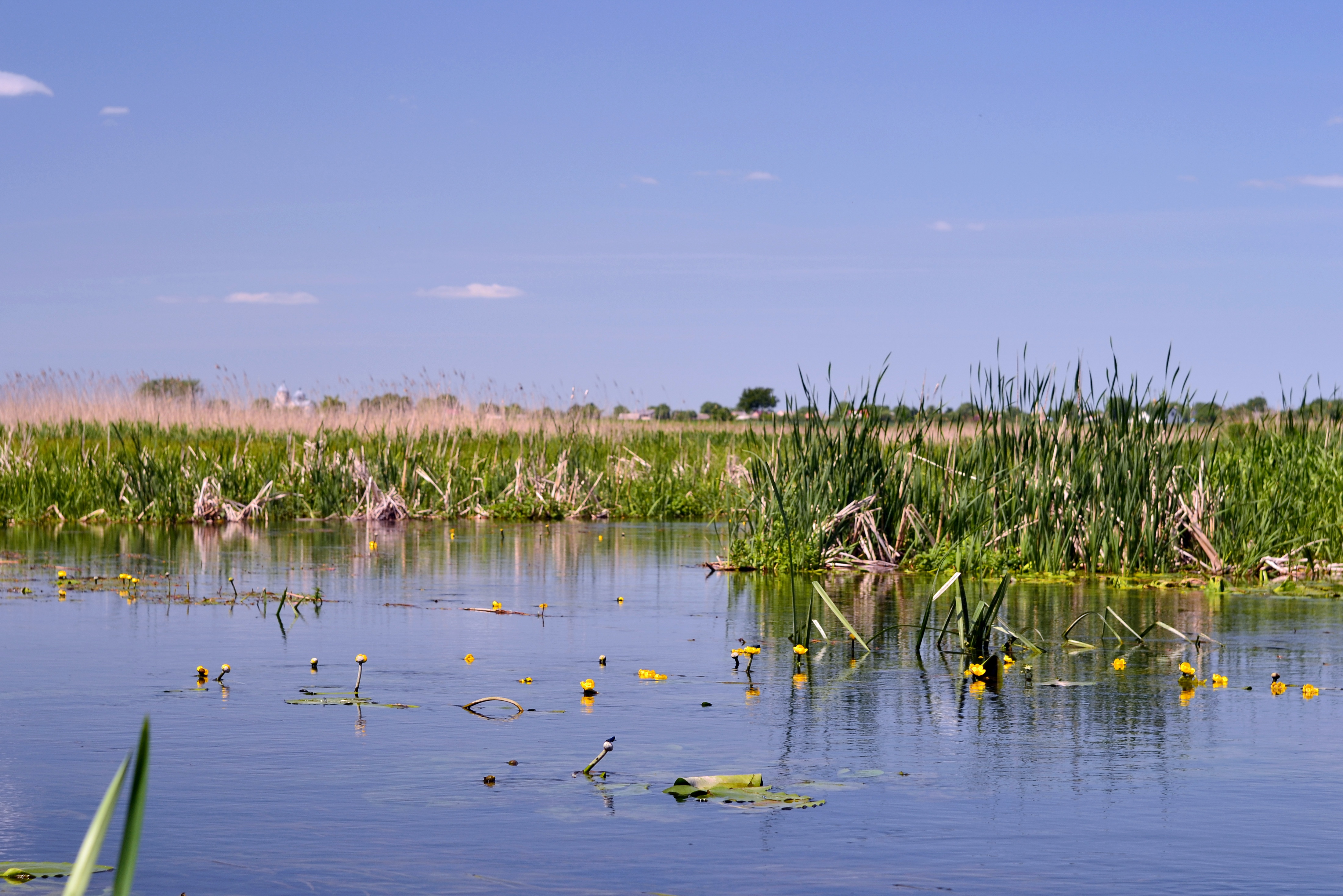
Латаття у воді поблизу археологічного поселення на правому березі річки Чорногузки у с. Гірка Полонка
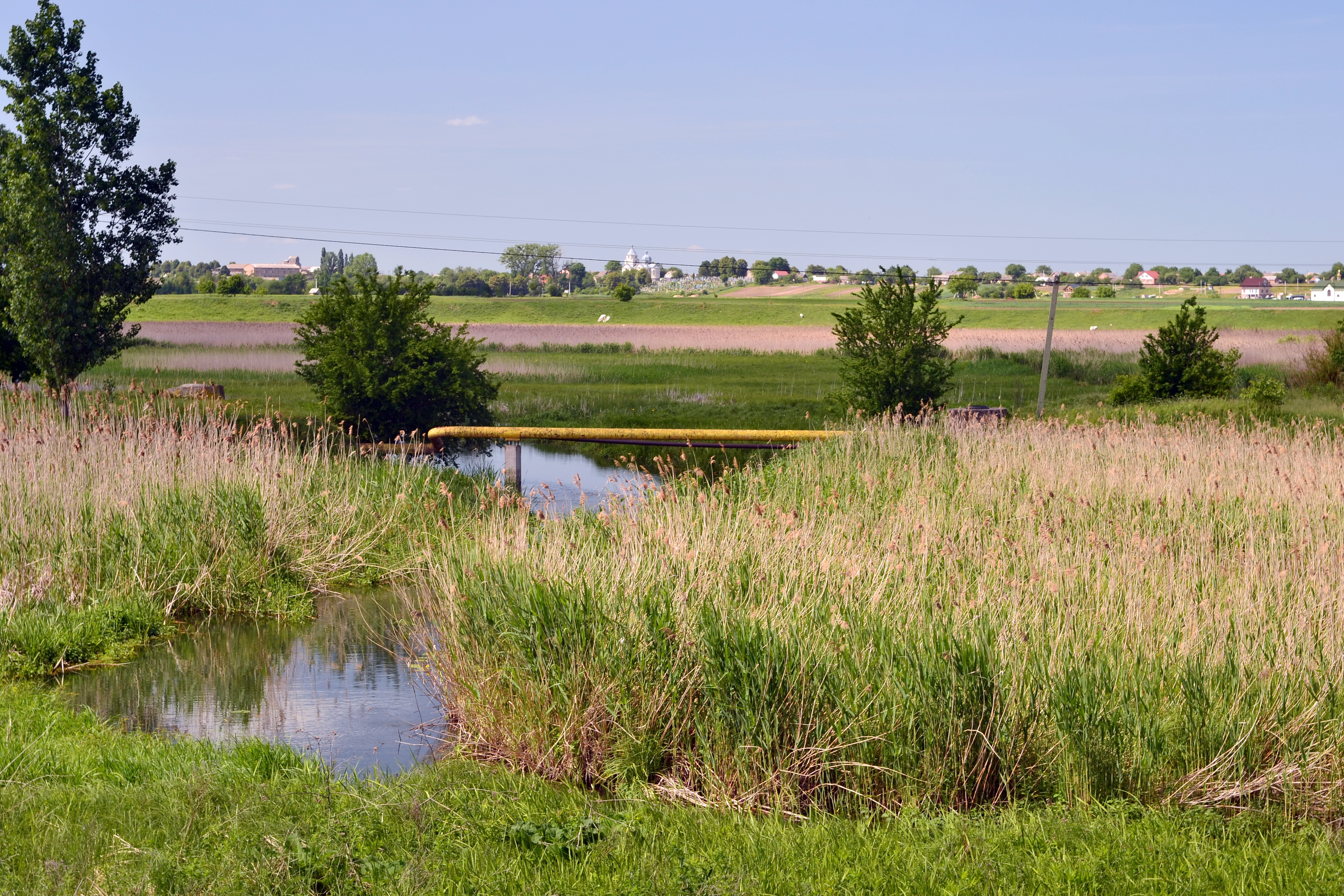
Вигляд з мосту у с. Гірка Полонка